# Lobogethes radiata
Lobogethes radiata är en fjärilsart som beskrevs av T.P.Lucas 1898. Lobogethes radiata ingår i släktet Lobogethes och familjen Uraniidae. Inga underarter finns listade i Catalogue of Life.